# NGC 6630
NGC 6630 (również PGC 62008) – galaktyka eliptyczna (E-S0), znajdująca się w gwiazdozbiorze Pawia. Odkrył ją John Herschel 8 czerwca 1836 roku.